# Remember Monday
Remember Monday ist eine britische Country-Pop-Girlgroup. Sie vertrat das Vereinigte Königreich beim Eurovision Song Contest 2025 in Basel mit ihrem Lied What the Hell Just Happened?.

## Geschichte
Remember Monday besteht aus Lauren Byrne, Holly-Anne Hull und Charlotte Steel. Sie kennen sich seit 2013, da sie gemeinsam in Farnborough zur Schule gingen. Zunächst nannten sie ihre Band Houston, änderten ihn aber 2018 zu Remember Monday, in Erinnerung an den Tag, an dem sie sich immer trafen, um gemeinsam zu singen.
2019 nahm Remember Monday an The Voice UK teil, wo sie von Jennifer Hudson gecoacht wurden und das Viertelfinale erreichten. Außerdem traten die drei in verschiedenen Musicalproduktionen auf: Hull war Teil von West End Produktionen von Les Misérables und Das Phantom der Oper, Steele von Mary Poppins und Byrne von Matilda und der UK-Tour von Six.
2023 kündigten die drei Bandmitglieder ihre Jobs, um sich vollzeit auf die Musik konzentrieren zu können. Insgesamt veröffentlichten sie zwei EPs, Hysterical Women und Crazy Anyway, und zwölf Singles. 2024 spielten sie ihre erste ausverkaufte Tour in Großbritannien. Insbesondere durch ihre Präsenz auf Social Media gewann die Band viele Fans.
Am 7. März 2025 wurde bekanntgegeben, dass Remember Monday das Vereinigte Königreich beim Eurovision Song Contest 2025 in Basel mit ihrem Lied What the Hell Just Happened? vertreten werden. Der König wünschte dem Trio am Tag der Austragung viel Glück und schrieb in Anspielung zum Songtitel "This Just happened" über ein Video der Irish Guards, welche den Titel vor dem Buckingham-Palast spielten. Remember Monday erhielten wie auch die Schweiz im Finale keine Publikumspunkte.

## Diskografie

### EPs
- 2023: Hysterical Woman
- 2024: Crazy Anyway

### Singles
- 2019: Find my Way
- 2020: Version of You
- 2021: Fat Bottomed Girls (Cover von Queen)
- 2021: What I know now
- 2022: Nothing Nice to Say
- 2023: Let Down
- 2024: Laugh about it
- 2024: Hand in my Pocket
- 2024: Showface
- 2024: Brown Eyed Girl
- 2024: what the girls in the bathroom for
- 2024: Famous
- 2025: What the Hell Just Happened?